# Linton Knoll
Der Linton Knoll ist ein länglicher Hügel auf King George Island im Archipel der Südlichen Shetlandinseln. Auf der Krakau-Halbinsel ragt er südwestlich der Flabellum Bastion auf.
Das UK Antarctic Place-Names Committee benannte ihn am 23. April 1998. Namensgeber ist der britische Geomorphologe David Leslie Linton (1906–1971), der von 1958 bis 1959 für den Falkland Islands Dependencies Survey tätig war.